# Pseudochirella
Pseudochirella är ett släkte av kräftdjur. Pseudochirella ingår i familjen Aetideidae.

## Dottertaxa tillPseudochirella, i alfabetisk ordning[1]
- Pseudochirella accepta
- Pseudochirella batillipa
- Pseudochirella bilobata
- Pseudochirella bowmani
- Pseudochirella calcarata
- Pseudochirella cryptospina
- Pseudochirella dentata
- Pseudochirella divaricata
- Pseudochirella dubia
- Pseudochirella formosa
- Pseudochirella gibbera
- Pseudochirella hirsuta
- Pseudochirella limata
- Pseudochirella lobata
- Pseudochirella major
- Pseudochirella mariana
- Pseudochirella mawsoni
- Pseudochirella notacantha
- Pseudochirella obesa
- Pseudochirella obtusa
- Pseudochirella pacifica
- Pseudochirella palliata
- Pseudochirella pustulifera
- Pseudochirella scopularis
- Pseudochirella semispina
- Pseudochirella spectabilis
- Pseudochirella spinosa
- Pseudochirella tanakai
- Pseudochirella vervoorti
- Pseudochirella vulgaris